# Doris Deane
Ne doit pas être confondu avec Doris Keane.
Doris Deane est une actrice américaine née le 20 janvier 1900 dans le Wisconsin aux États-Unis, morte le 24 mars 1974 à Hollywood, Los Angeles en Californie.

## Biographie

### Vie privée
Le 16 mai 1925, elle épouse Roscoe Arbuckle dont elle divorce en août 1928.

## Filmographie
- 1919 His Vampy Ways
- 1921 The Shark Master de Fred LeRoy Granville : June Marstoon
- 1921 The Secret Four de Albert Russell et Perry N. Vekroff
- 1922 The Half Breed de Charles A. Taylor : Nanette
- 1923 Easter Bonnets
- 1924 Sherlock Junior (Sherlock Jr.) de Buster Keaton : la fille qui perd ses billets en sortant du cinéma
- 1924 His First Car de Roscoe Arbuckle : une campeuse
- 1924 Stupid, But Brave (en) : de Roscoe Arbuckle : la fille de Peely
- 1924 Lovemania : : Al St. John (Roscoe Arbuckle)
- 1925 Fiancées en folie (Seven Chances) de Buster Keaton : la fille sur le parcours de golf
- 1925 The Iron Mule de Grover Jones (Roscoe Arbuckle)
- 1931 Marriage Rows de William Goodrich (Roscoe Arbuckle)